# Artur Schwarz
Artur Ernst Wilhelm Schwarz, auch Arthur Schwarz, (* 2. September 1890 in Berlin; † 4. Oktober 1957 ebenda) war ein deutscher Filmarchitekt.

## Leben
Arthur Schwarz wurde als Sohn des Reinhold Wilhelm Robert Schwarz und dessen Ehefrau Henriette Caroline geb. Lange geboren.
Schwarz erhielt seine Berufsausbildung zum Theatermaler an der Unterrichtsanstalt des Kunstgewerbemuseums Berlin. Anfänglich arbeitete er in einem Ausstattungsbetrieb, den Kunstwerkstätten 'Obronski, Impekoven & Cie', die sich auf Theaterausstattungen, Dekorations- und Kostümentwürfe spezialisiert hatte. Dort knüpfte Schwarz Kontakte zur Berliner Bühnenwelt und war, nur unterbrochen vom Kriegsdienst im Ersten Weltkrieg von 1915 bis 1918, bis in die 30er Jahre hinein mit allen Bereichen des Kulissenbaus beschäftigt. Seit 1920 arbeitete er auch als Architekt.
In den ausgehenden 20er Jahren wechselte Schwarz als Szenenbildner zum Film, zunächst als Zuarbeiter des Wiener Kollegen Julius von Borsody. Fortan war es meist seine Aufgabe, die Entwürfe bedeutenderer Kollegen umzusetzen. 1931 zeichnete er als Designer wie als Ausführer für seine bekannteste und beste Leistung verantwortlich, als er in dem völkerversöhnenden Drama Niemandsland eine realistische Szenerie der Schützengräben des Ersten Weltkriegs kreierte. Mitte der 30er Jahre war er mehrfach Partner des berühmten Kollegen Emil Hasler. Während des Zweiten Weltkriegs war Schwarz vor allem für die Berlin-Film tätig.
Schwarz war seit dem 28. Dezember 1935 mit der Bankangestellten Eugenie Erika geb. Gaedicke verheiratet.
Nach Kriegsende gehörte Artur Schwarz bis zu seinem Lebensende dem Architektenkollektiv der DEFA an und kooperierte vor allem mit den Szenenbildnern Willy Schiller und Willi Eplinius. Nach 1952 wurde er fast nur noch mit kleineren Hilfsarbeiten betraut.
Artur Schwarz hatte sich in Fachkreisen auch einen Namen als Experte für ostasiatische Kunst gemacht.

## Filmografie
- 1927: Herkules Maier
- 1928: Adam und Eva
- 1928: Heimkehr
- 1931: Niemandsland
- 1933: Polizeiakte 909 (Taifun)
- 1933: Ich kenn’ dich nicht und liebe dich
- 1934: Ein Mädchen mit Prokura
- 1934: Pechmarie
- 1934: Abschiedswalzer
- 1935: Pygmalion
- 1935: Stradivari
- 1935: Eine Nacht an der Donau
- 1936: Der Favorit der Kaiserin
- 1936: Die Entführung
- 1936: Das Schloß in Flandern
- 1936: Lumpacivagabundus
- 1937: Der Unwiderstehliche
- 1937: Manege
- 1938: Liebesbriefe aus dem Engadin
- 1938: Sergeant Berry
- 1939: Wasser für Canitoga
- 1939: 15 Minuten nach Mitternacht
- 1940: Die 3 Codonas
- 1940: Kopf hoch, Johannes!
- 1941: Die Kellnerin Anna
- 1941: Sein Sohn
- 1942: Liebeskomödie
- 1942: Ein Walzer mit dir
- 1942: Fahrt ins Abenteuer
- 1943: Wildvogel
- 1943: Der Meisterdetektiv
- 1944: Das war mein Leben
- 1944/50: Die Kreuzlschreiber
- 1948: Und wieder 48
- 1948: Rotation
- 1949: Der Auftrag Höglers
- 1950: Der Rat der Götter
- 1950: Familie Benthin
- 1951: Die Sonnenbrucks
- 1951: Zugverkehr unregelmäßig
- 1952: Karriere in Paris
- 1955: Ernst Thälmann – Führer seiner Klasse
- 1957: Wo du hingehst